# Faridkot
Faridkot (en punyabí: ਫ਼ਰੀਦਕੋਟ ) es una ciudad de la India, centro administrativo del distrito de Faridkot, en el estado de Punyab.

## Geografía
Se encuentra a una altitud de 207 m s. n. m. a 256 km de la capital estatal, Chandigarh, en la zona horaria UTC +5:30.

## Demografía
Según estimación 2010 contaba con una población de 98 365 habitantes.